# Jardín Botánico de Roma

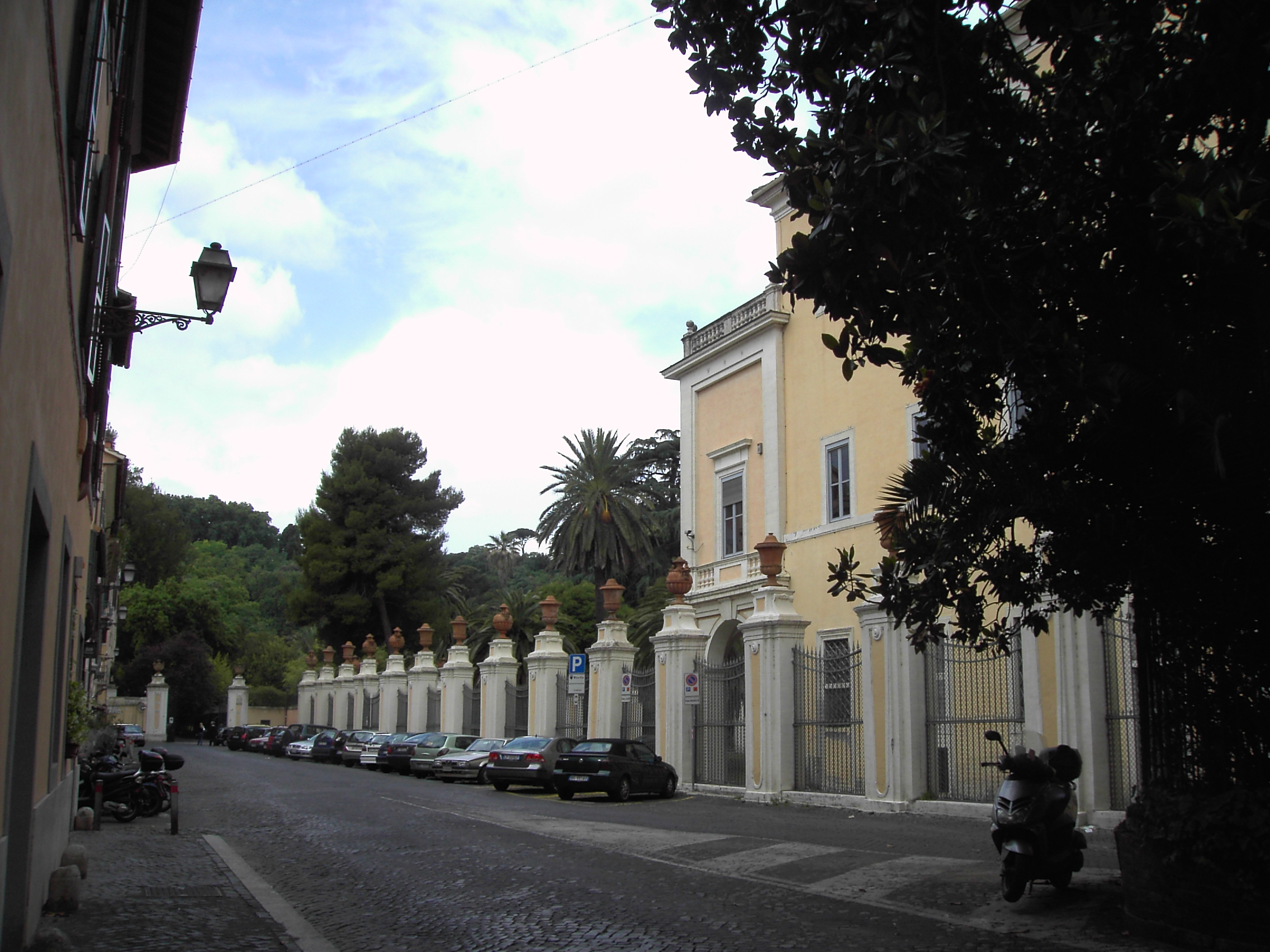
Entrada del jardín botánico de Roma, via di Villa Corsini.

El Jardín Botánico de Roma es un jardín botánico de 12 hectáreas, situado sobre las cuestas del Janículo, en el antiguo parque de villa Corsini, que fue un tiempo la residencia de Cristina de Suecia. El jardín botánico depende del Departamento de biología vegetal de la Universidad de Roma La Sapienza.

## Historia
El antepasado del actual jardín botánico de Roma el Simpliciarius Pontificius Vaticanus (es decir, el "jardín del simples" dónde se cultivaban las plantas útiles y medicinales, siempre presente en los monasterios) mencionado bajo el pontificado de Bonifacio VIII. Un poco más tarde, al final del siglo XIII, una inscripción actual en el Capitolio menciona a un Pomerius creado por el papa Nicolás III sobre la Colina Vaticana: se trataba no obstante aún de un terreno agrícola - vid, huerta, hierbas medicinales - sobre el lugar ocupado hoy día por los jardines y los palacios del Vaticano, destinado a los cultivos para el servicio del tribunal pontifical.
El primer verdadero jardín botánico de Roma fue creado en el siglo XVI por Alejandro VI, y posteriormente reconstruido por Pío IV, que lo dotó con un encargado (que hacía también función de guía). Pío V aumenta el jardín confiándolo al botánico Michele Mercati. Después de un período de abandono, el papa Alejandro VII hizo uno de los principales jardines botánicos de Europa, utilizando el agua de los acueductos de Roma que Paulo V había instalado desde Albano hasta el Janículo.
Aunque la primera cátedra universitaria de botánico se haya instituido en Roma en 1513, en la cual, los estudiantes y los profesores podían gozar para sus observaciones del jardín botánico del Vaticano, este último permanecía con un estatuto muy privado. El papa dio el primer terreno destinado a este uso a la Universidad Alejandro VII Chigi en 1660.
Es solamente con la reunificación de Italia, en 1883, que el jardín botánico de Roma se instala sobre su sitio actual, cuando el Estado adquiere la propiedad de jardines de la villa Corsini. 
El primer director, el que en el parque Corsini, prácticamente abandonado hizo instalar las primeras colecciones, fue Pietro Romualdo Pirotta (Pavía 1853-1936), profesor de Botánica de la Universidad de Roma desde 1883, miembro de la Accademia nazionale d sci desde 1910, miembro entre otras cosas, desde 1913, de la primera comisión ministerial para la creación Parque ciudadano de los Abruzos, fundador en 1924 del Annali di Botanica.

## Colecciones
El jardín botánico de Roma tiene actualmente una extensión de 12 hectáreas, situado sobre las cuestas del Janículo hacia el Noreste y soleada en su parte llana. La red de riego y algunos arroyos destinados a las plantas acuáticas se abastecen por el acueducto de Acqua Paola que domina el lugar.
El jardín alberga actualmente más de 3000 especies vegetales. Algunas de sus colecciones :
- Palmeras,
- Bosquete de bambús, valle de los helechos, rosaleda,
- Jardín japonés,
- En la parte superior de la colina se conservó la estructura arbolada original, dejada en forma de bosque mediterráneo de perennifolios. Este sector llamado el Bosco romano, y a través de las frondosidades, entre los especímenes seculares de encinas y de plátanos ( de 350 - 400 años), se beneficia de espléndidas vistas panorámicas sobre la ciudad. De la adaptación del jardín realizado en el siglo XVIII, se conservaron en este sector la escalera de Fuga y el nicho adosado en la cumbre de la colina. En la parte inferior, en dirección del palacio, se instaló la colección de coníferas; se encuentra, en particular, la Araucaria australiano, una sequoia americana y algunos Taxodium distichum de Florida.
- Plantas acuáticas,
- Invernaderos,
- Jardín de las plantas medicinales y aromáticas.

## Algunas imágenes

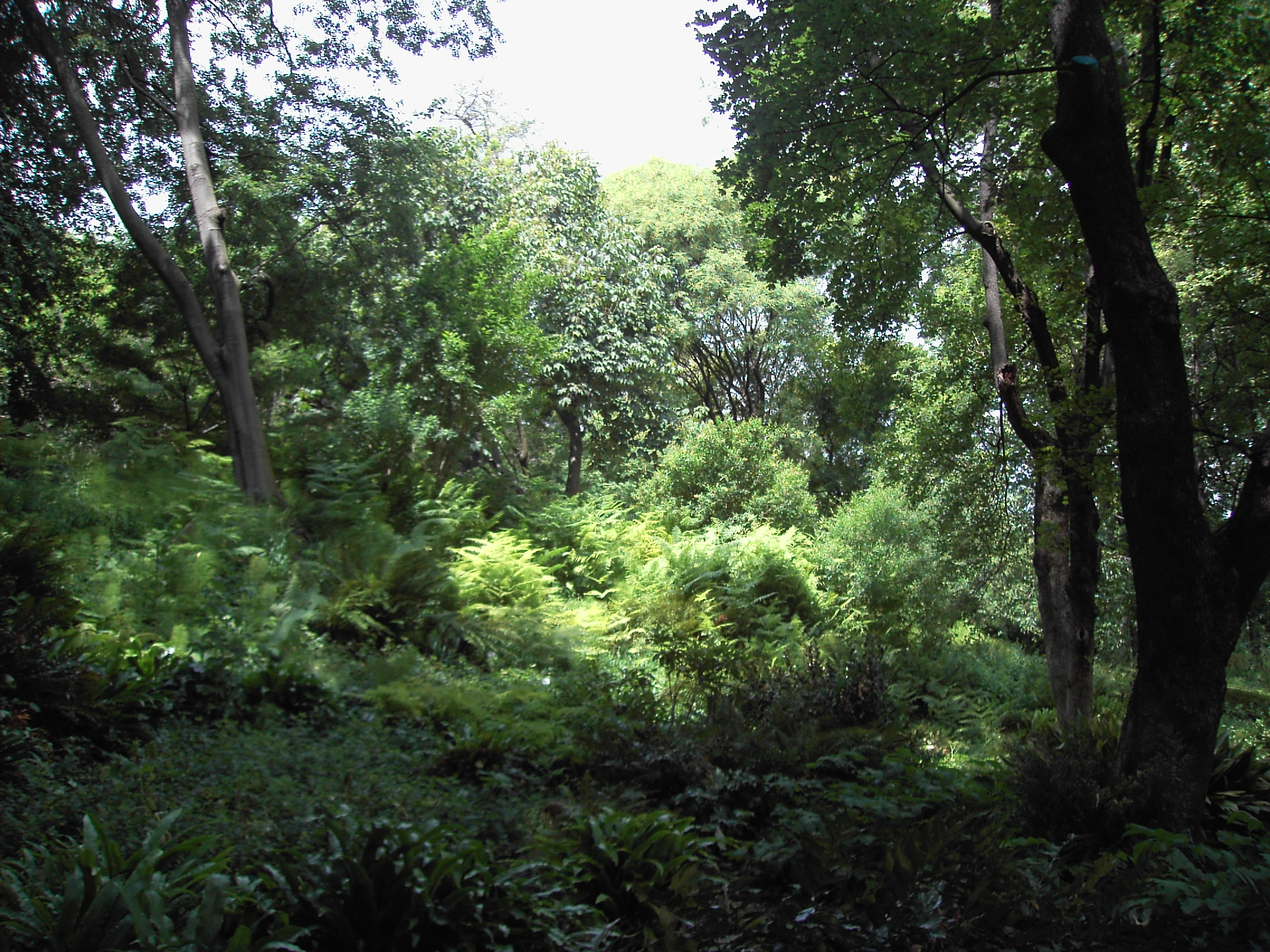
El valle de los helechos
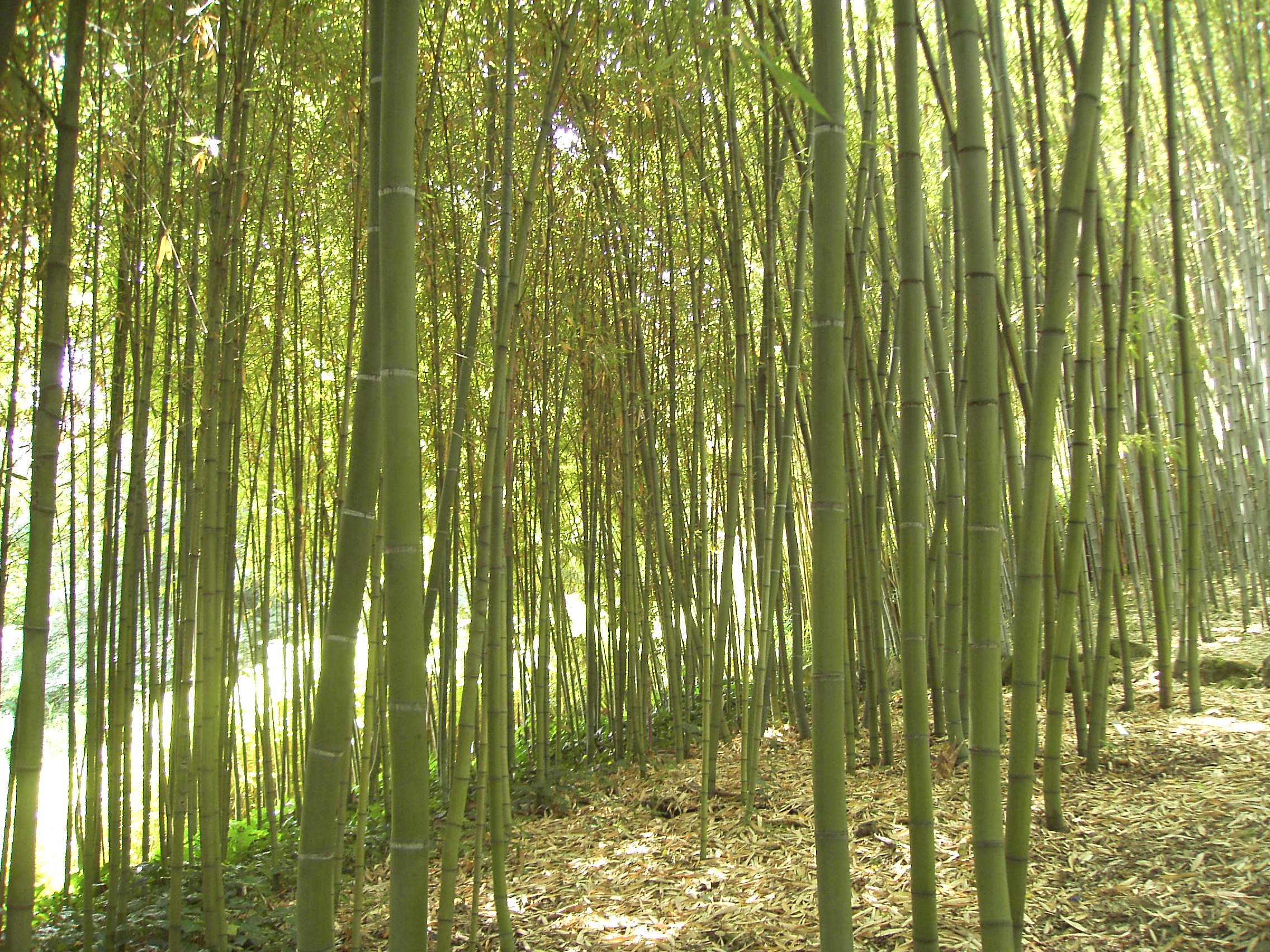
Bambús
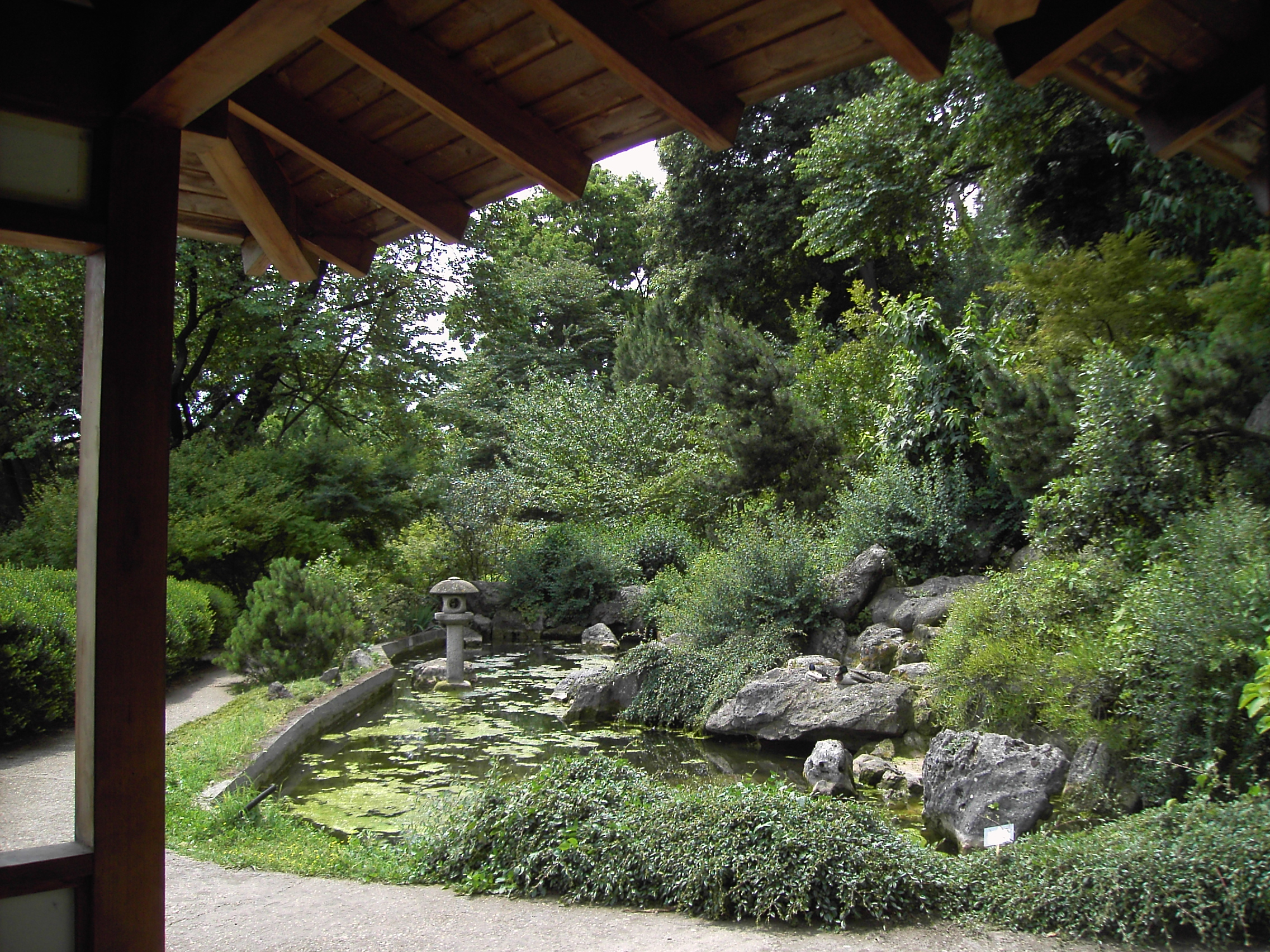
El jardín japonés
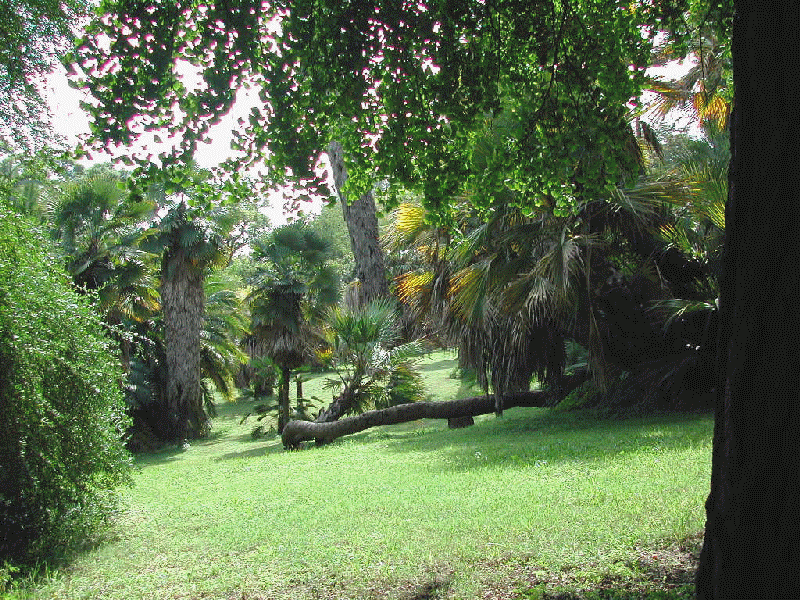
Nannorrhops ritchiana Aitchis, denominada el dinosaurio
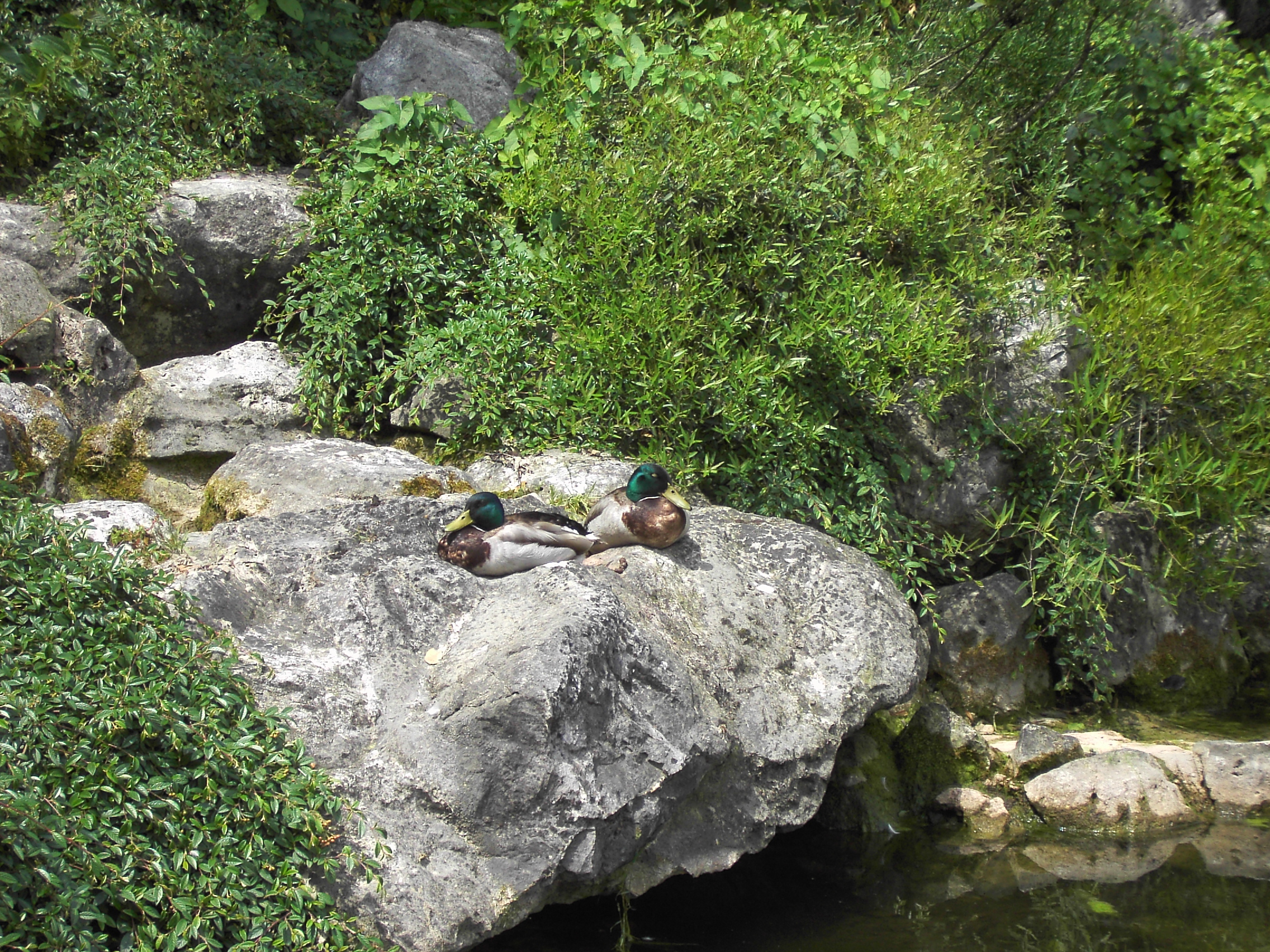
Los patos del jardín japonés
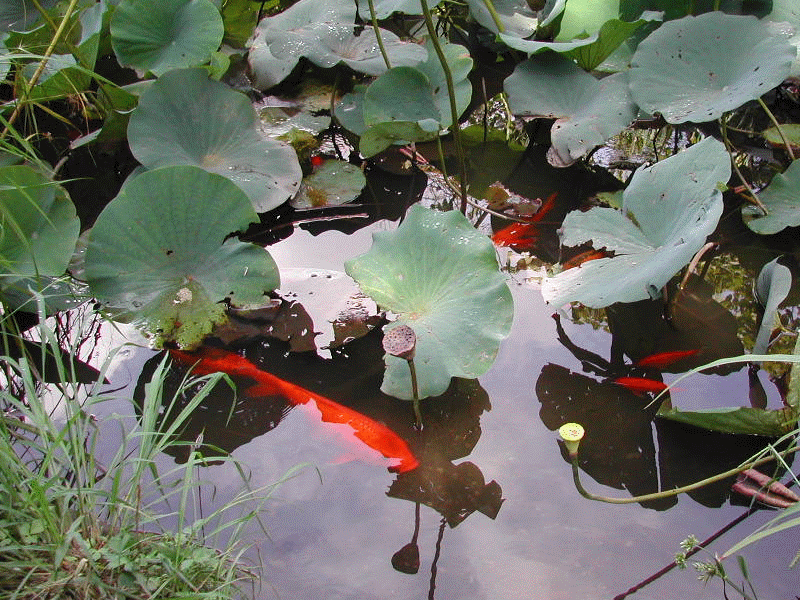
Nenúfares y peces rojos
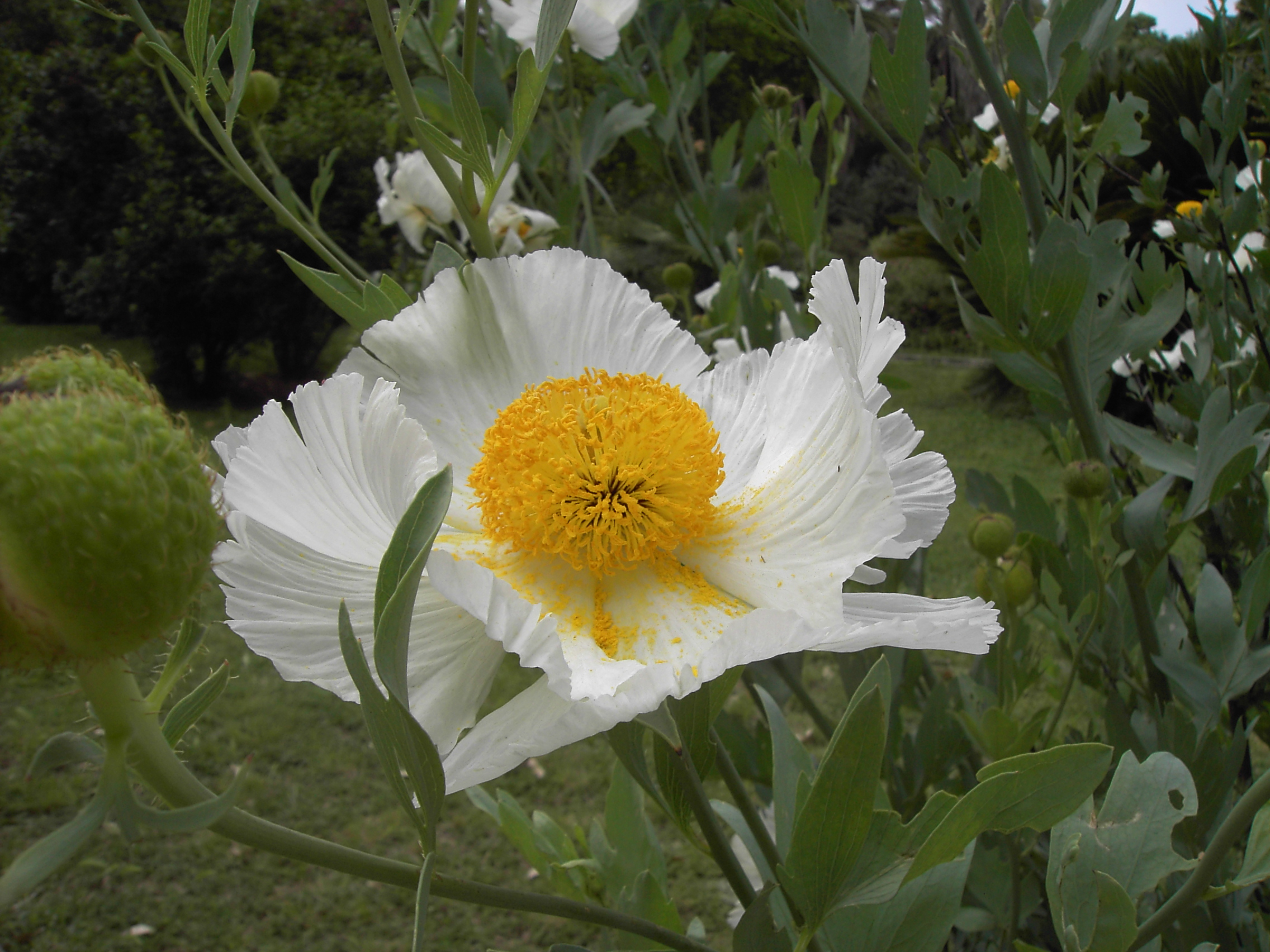
flor de ?
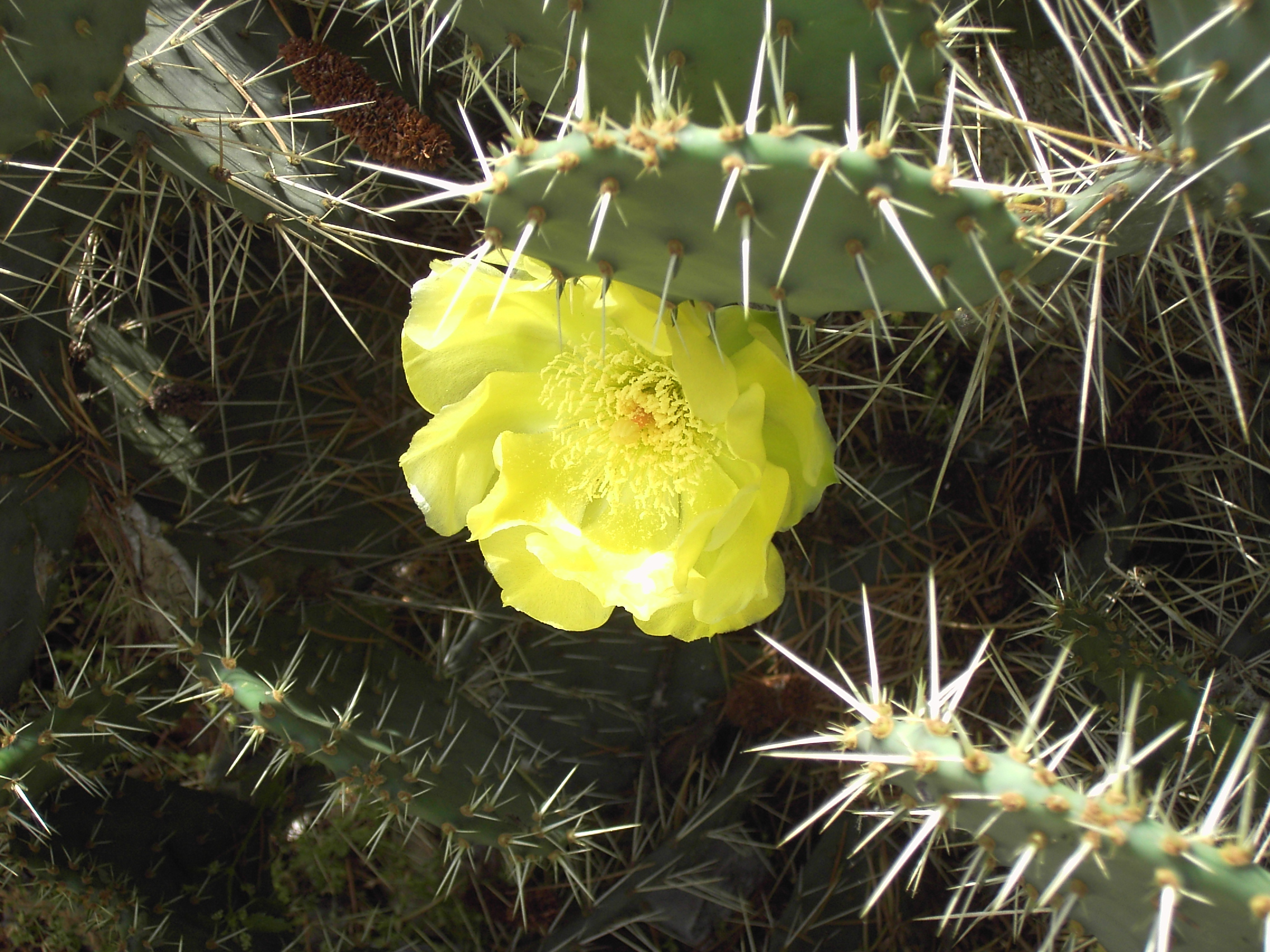
Opuntia (higuera de Berbería) en flor
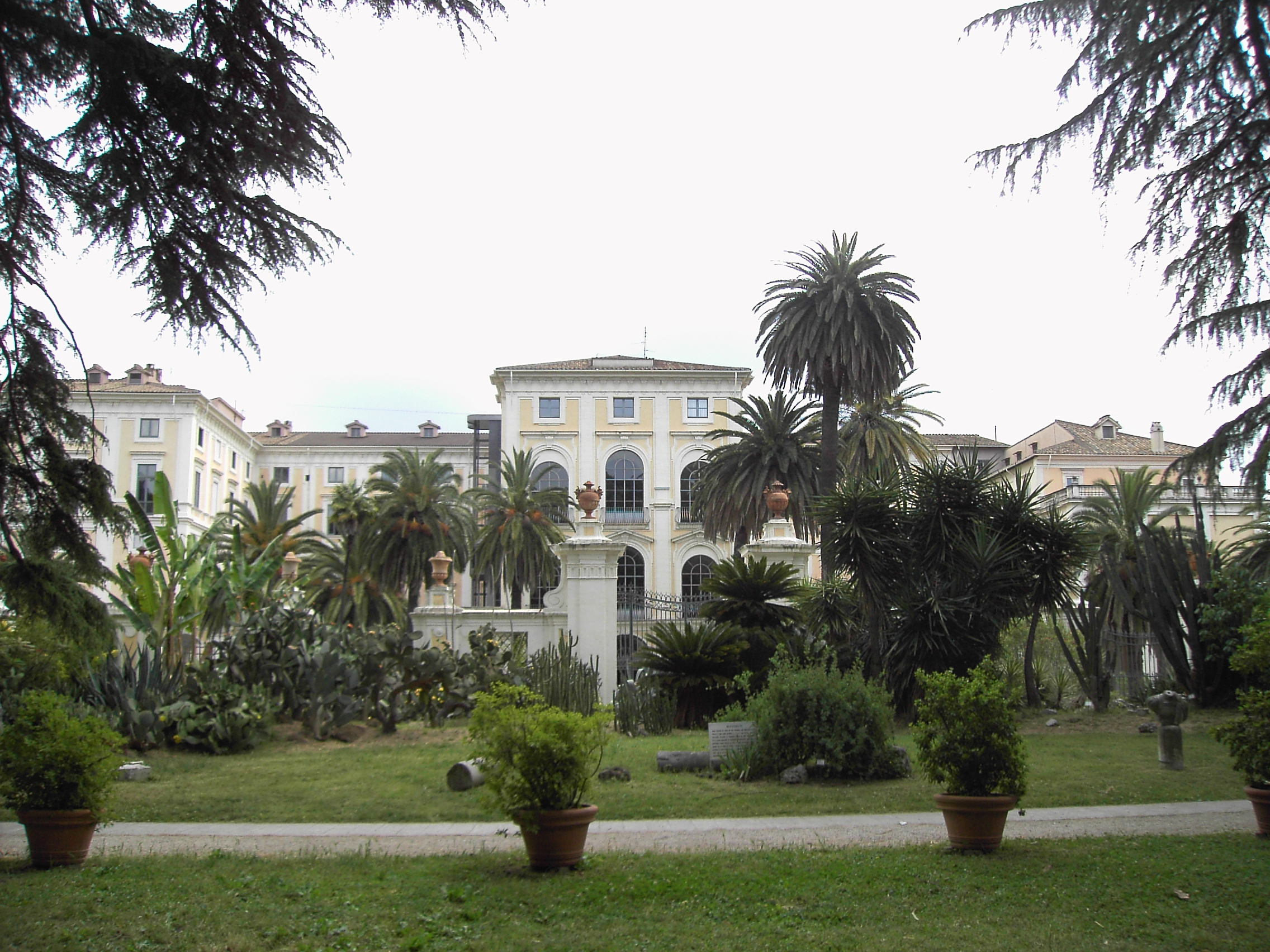
Fachada de la Villa Corsini vista del parque
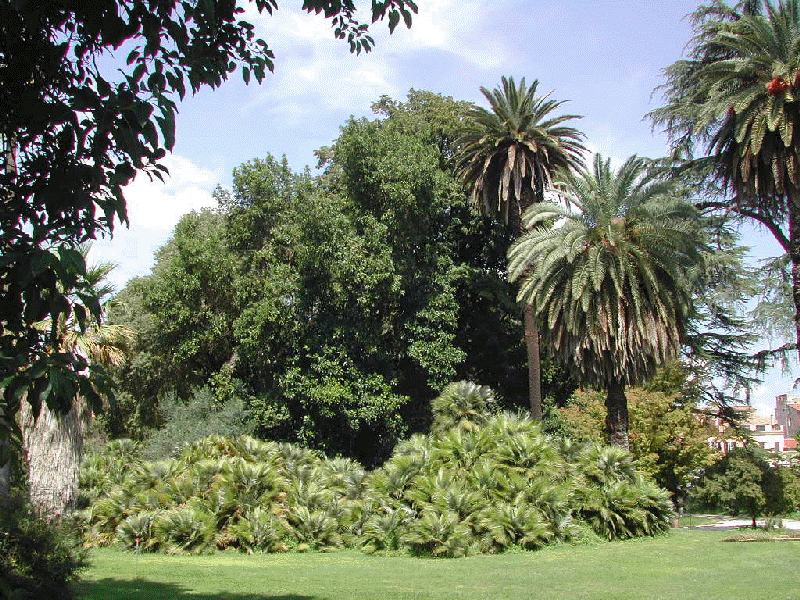
Palmeras en la parte central
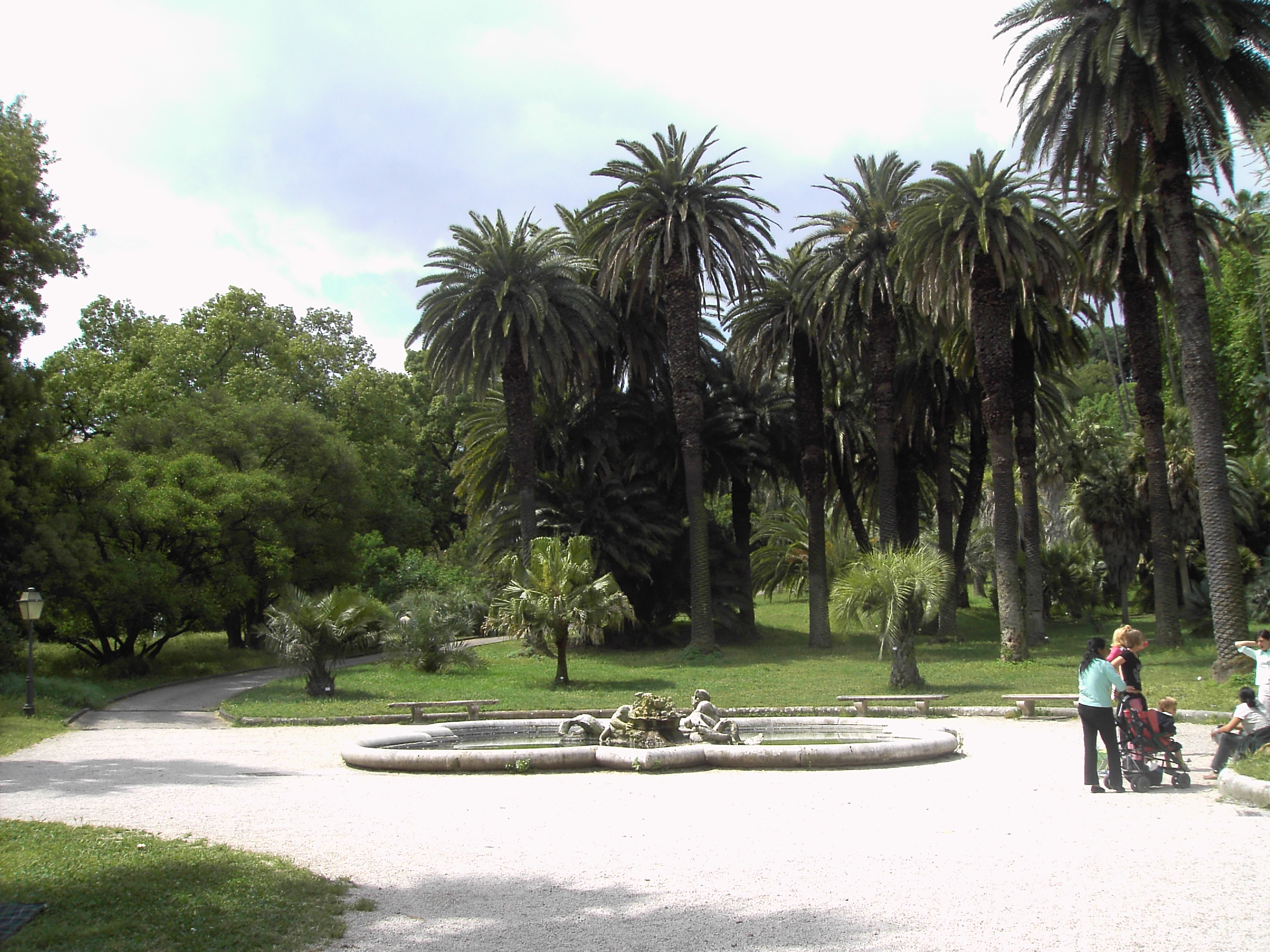
Hacia la Janicula : Fuente de los Tritones
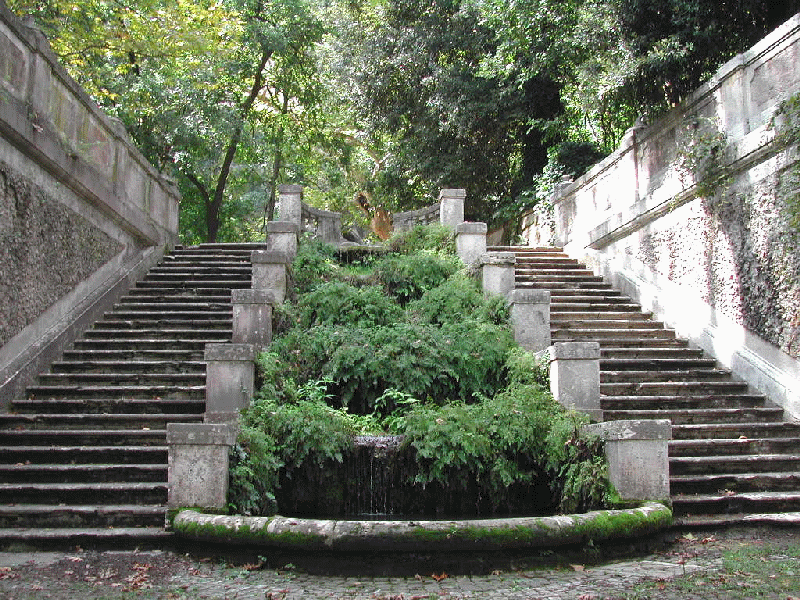
Las escaleras de Fuga y la cascada